# Souhvězdí Malého lva
Malý lev je nevýrazné malé souhvězdí v severní části hvězdné oblohy, nachází se mezi Velkým vozem na severu a souhvězdím Lva na jihu. Poprvé bylo zmíněno roku 1687 v díle Promodus Astronomiaem gdaňského astronoma Jana Hevelia, který tehdy zavedl několik nových souhvězdí na místech oblohy, v kterých se nachází málo hvězd. V roce 1925 byl Malý lev přijat Mezinárodní astronomickou unií jako jedno z osmaosmdesáti souhvězdí, která pokrývají celou hvězdnou oblohu. V souhvězdí se nachází 37 hvězd jasnějších než 6,5 magnitudy a 3 hvězdy jsou jasnější než 4,5 magnitudy. Nejjasnější hvězda souhvězdí 46 Leonis Minoris je oranžový obr hvězdné velikosti 3,8 magnitudy, která se nachází přibližně ve vzdálenosti 95 světelných let od Země. Beta Leonis Minoris je druhá nejjasnější hvězda souhvězdí hvězdné velikosti 4,4 magnitudy, a jako jediná hvězda v souhvězdí má Bayerovo označení. Je dvojhvězdou, jejíž jasnější složka je oranžovým obrem a slabší hvězda žlutobílou hvězdou hlavní posloupnosti. Třetí nejjasnější hvězdou souhvězdí je 21 Leonis Minoris, která je rychle rotující bílou hvězdou hlavní posloupnosti hvězdné velikosti 4,5 magnitudy. V souhvězdí se dále nachází dvě hvězdy s planetárním systémem, dva páry vzájemně interagujících galaxií a výjimečný oblak zářícího ionisovaného plynu nazvaný "Hanny's Voorwerp".

## Historie
Antičtí astronomové Aratus a Ptolemaios v oblasti oblohy, kde se nyní nachází souhvězdí Malého lva, neoznačili ani neurčili žádné souhvězdí. Ptolemaios zařadil hvězdy v souhvězdí jako amorphōtoi (nepatřící k žádnému obrysu souhvězdí) v souhvězdí Lva. Jan Hevelius se zmínil poprvé o souhvězdí Malého lva v roce 1687, když navrhl deset nových souhvězdí ve hvězdném atlase Firmamentum Sobiescianum a v doprovodném katalogu Catalogus Stellarum Fixarum do souhvězdí zahrnul 18 hvězd. Hevelius se rozhodl Malého lva, či Mladého lva, zobrazit v sousedství souhvězdí Lva a Velké medvědice. V roce 1845 anglický astronom Francis Baily revidoval katalog nových souhvězdí Jana Hevelia a přidělil písmena řecké abecedy hvězdám jasnějším než hvězdné velikosti 4,5 magnitudy, které je známé jako Bayerovo označení. Richard A. Proctor dal v roce 1870 souhvězdí název Leaena (Lvice), což vysvětlil snahou o zkrácení jmen souhvězdí, aby byla lépe čitelná ve hvězdných atlasech.
Německý astronom Christian Ludwig Ideler (1766–1846) identifikoval Malého lva se souhvězdím Al Thibá’ wa-Auláduhá („Gazela s mládětem“) na arabském nebeském glóbu ze 13. století. Dotyčný glóbus získal kardinál Stefano Borgia (1731–1804), a je uchováván v kardinálově muzeu ve Velletri. Arabista Friedrich Wilhelm Lach zastával odlišnou pozici, Malého lva viděl v souhvězdí Al Haud („Rybník“), do něhož zmíněná „Gazela“ skáče.
V čínské astronomii hvězdy beta, 30, 37 a 46 Malého lva tvořily souhvězdí Nej-pching (內屏, „Soudní dvůr“); později byl Nej-pching přesunut na jiné místo oblohy a zmíněné hvězdy obdržely název Š’ (勢, „Eunuch“); případně byly spojovány a hvězdami blízkého souhvězdí Lva ve Süan-jüan (軒轅, „velkého nebeského draka“ nebo „státní vůz“). Částečně do Malého lva patrně zasahovala linie čtyř hvězd nazývaná Šao-wej (少微) a představující čtyři císařské rádce.

## Charakteristika
V oblasti oblohy mezi souhvězdím Velké Medvědice na severu a souhvězdím Lva na jihu, kde se nachází málo hvězd, se nachází trojúhelník tří nejjasnějších hvězd souhvězdí, která jsou viditelná jen za dobrých světelných podmínek. Josip Kleczek popsal Malého lva jako malé, bezvýznamné souhvězdí. Souhvězdí je ohraničeno souhvězdím Velké medvědice na severu, souhvězdím Rysa na západě, souhvězdím Lva na jihu, a rohem se dotýká souhvězdí Raka na jihozápadě. Zkratka souhvězdí LMi byla přijata Mezinárodní astronomickou unií v roce 1922. Úřední hranice souhvězdí, kterou popsal Eugene Delporte roku 1930, je vymezena šestnáctistranným polygonem. V rovníkové souřadnicové soustavě se rektascenzové souřadnice hranic souhvězdí nachází mezi 9h 22,4m a 11h 6,5m, zatímco deklinace má souřadnice 22,84° a 41,43°. Rozlohou je na 64. místě z 88 souhvězdí oblohy a na obloze pokrývá oblast 232,0 čtverečních stupňů nebo 0,562 procent rozlohy oblohy. Souhvězdí je nejvýše na hvězdné obloze každým rokem o půlnoci 24. února a v 21 hodin je souhvězdí nejvýše 24. května.

## Zajímavé objekty

### Hvězdy
V souhvězdí se nachází jen tři hvězdy, které mají hvězdnou velikost jasnější než 4,5 magnitudy a 37 hvězd, které jsou jasnější než 6,5 magnitudy. Malý Lev nemá jako jediné souhvězdí severní oblohy hvězdu s Bayerovým označením alfa, protože anglický astronom Francis Baily nesprávně přidělil řecké písmeno pouze jedné hvězdě, betě. Není jasné, zda Francis Baily zamýšlel dát hvězdě 46 Leonis Minoris Bayerovo označení, proč označil jen betu, a proč zapomněl označit hvězdu 46 Leonis Minoris jako alfu. Zemřel před úpravou katalogu, a nejsou žádné zdroje, které by mohly vysvětlit toto opomenutí.
Nejjasnější hvězda v Malém lvu je oranžový obr spektrální třídy K0III hvězdné velikosti 3,8m, který má označení 46 Leonis Minoris a také jméno Praecipua, a jeho barva je zřejmá při pohledu dalekohledem. Hvězda se nachází 95 světelných let (29 parseků) od Země, má přibližně 32krát větší svítivost a 8,5krát větší rozměry než Slunce. Byla také katalogizována a pojmenována jako o Leonis Minoris Johannem Elertem Bodem, a byla chybně interpretována jako Omicron Leonis Minoris. Ještě více zmatků nastalo s jejím správným jménem Praecipua, které vypadá, že bylo původně použito pro 37 Leonis Minoris v roce 1814 v Palermo Catalogue Giuseppem Piazzim, který mylně posoudil druhou hvězdu jako jasnější. Toto jméno bylo později spojeno Allenem s 46 Leonis Minoris a chyba udržována pozdějšími astronomy. Původní „Praecipua“, 37 Leonis Minoris, má hvězdnou velikost 4,69m,
a je 578 světelných let (177 parseků) vzdáleným žlutým veleobrem spektrálního typu G2.5IIa absolutní hvězdné velikosti −1,84.

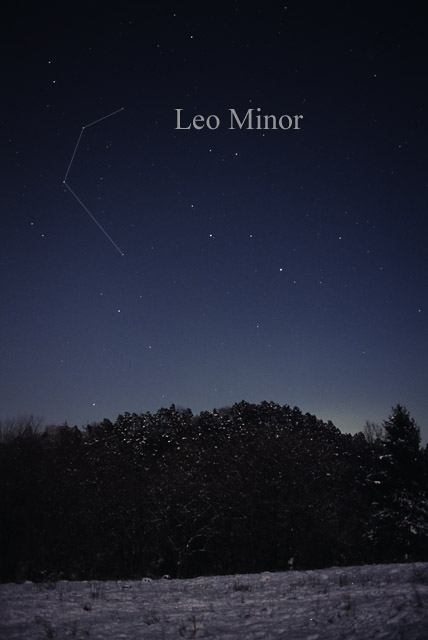
Souhvězdí Malého lva viditelné pouhým okem

Beta Leonis Minoris je dvojhvězdou. Větší hvězda je obří hvězda spektrální třídy G8 hvězdné velikosti 4,4m. Má přibližně dvojnásobek hmotnosti, 7,8krát větší poloměr a 36krát větší svítivost než Slunce. Obě hvězdy dělí na obloze vzdálenost 11 úhlových vteřin. Menší hvězda je žluto-bílá hvězda hlavní posloupnosti spektrálního typu F8. Obě hvězdy obíhají kolem společného těžiště jednou za 38,62 roku, a nachází se ve vzdálenosti 154 světelných let (47 parseků) od Sluneční soustavy.
21 Leonis Minoris je rychle rotující bílá hvězda hlavní posloupnosti, vzdálená přibližně 98 světelných let (30 parseků) od Slunce. Má přibližně 10krát větší svítivost než Slunce, okolo své osy se otočí za méně než 12 hodin a její tvar je velice pravděpodobně vejčitý. Její průměrná hvězdná velikost je 4,5m, je spektrálního typu A7V a typově jde o proměnnou hvězdu Delta Scuti. Hvězdy mění jasnost v periodě kratší než šest hodin, a jedná se o hvězdy, které byly použity jako standardní svíčky pro určování vzdálenosti ve vesmíru a jsou předmětem studia astroseismologie.
SU Leonis Minoris a SV Leonis Minoris, neboli 10 Leonis Minoris a 11 Leonis Minoris jsou žlutými obry spektrálního typu G8III, s průměrnou hvězdnou velikostí 4,54 a 5,34 magnitudy. Obě hvězdy jsou eruptivními proměnnými typu RS Canum Venaticorum, 10 Leonis Minoris mění hvězdnou velikost o 0,012 magnitudy v periodě více než 40,4 dne, a 11 Leonis Minoris mění hvězdnou velikost o 0,033 v periodě více než 18 dne. 11 Leonis Minoris je dvojhvězda a jejím společníkem je červený trpaslík spektrálního typu M5V hvězdné velikosti 13,0m. 20 Leonis Minoris je hvězdný systém vzdálený 49 světelných let (15 parseků) od Slunce. Větší hvězdou je žlutý trpaslík spektrálního typu G3Va hvězdné velikosti 5,4m. Jeho průvodcem je starý, aktivní červený trpaslík spektrálního typu M6.5, který má relativně vysokou metalicitu. Skutečnost, že menší hvězda má větší jasnost, než se očekávalo, značí pravděpodobnost, že se nachází v malé vzdálenosti od druhé hvězdy a není možné je současnými technologiemi zobrazit odděleně.
R a S Leonis Minoris jsou dlouhoperiodické proměnné hvězdy typu Mira, zatímco U Leonis Minoris je polopravidelná proměnná hvězda. Všechny tři hvězdy jsou červení obři spektrálních typů M6.5e-M9.0e, M5e a M6. Periodicita R Leonis Minoris se pohybuje mezi 6,3 a 13,2 magnitudy během období 372 dní, u S Leonis Minoris se hvězdná velikost mění mezi 8,6 a 13,9 magnitudy v období 234 dnů, a u U Leonis se hvězdná velikost pohybuje mezi 10,0 a 13,3 magnitudy v období 272 dní. V souhvězdí je nedostatek jasných hvězd, a z tohoto důvodu jsou uvedené hvězdy náročným cílem pro amatérské astronomy. G117-B15A, známá také jako RY Leonis Minoris, je pulzující bílý trpaslík hvězdné velikosti 15,5m. Jednu otočku okolo své osy vykoná přibližně za 215 sekund, doba rotace se prodlouží o jednu sekundu za 8,9 miliónu let. RY Leonis Minoris je 400 miliónů let starým bílým trpaslíkem a byl navržen na nejstabilnější nebeské hodiny.

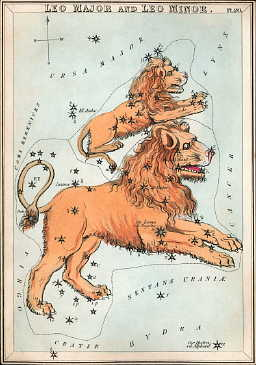
Malý lev nad hlavou Lva, jak je znázorněn ve hvězdném atlase Urania's Mirror, souboru map souhvězdí od Samuela Leighta vydaných v Londýně v roce 1825

SX Leonis Minoris je trpasličí nova typu SU Ursae Majoris, která byla objevena v roce 1994. Skládá se z bílého trpaslíka a z hvězdy, ze které bílý trpaslík nasává hmotu a obě složky dvojhvězdy obíhají okolo společného těžiště jednou za 97 minut. Bílý trpaslík má z hmoty z druhé hvězdy akreční disk a v něm ji zahřívá na teplotu mezi 6000 a 10000 K. Bílý trpaslík exploduje jednou za 34 až 64 dní, a v době exploze dosáhne hvězdné velikosti až 13,4m, v době klidu má hvězdnou velikost 16,8m. V souhvězdí Malého lva se nachází další trpasličí novy, RZ Leonis Minoris zvýší svoji jasnost na maximální hvězdnou velikost 14,2m z výchozí jasnosti okolo 17m, ale hvězda mění jasnost v kratších intervalech než ostatní trpasličí novy.
V souhvězdí se nachází dvě hvězdy s potvrzenými planetárními systémy. HD 87883 je oranžová trpasličí hvězda o hvězdné velikosti 7,57m spektrálního typu K0Vm a je vzdálená 18 parseků od Země. Má průměr tři čtvrtiny slunečního, ale pouze 31 procent svítivosti Slunce. Okolo ní obíhá planeta 1,78krát hmotnější než Jupiter jednou za 7,9 roku, a v blízkosti se pravděpodobně nachází i další planety. HD 82886 je žlutý trpaslík spektrálního typu G0 a hvězdné velikosti 7,63m. Planeta byla objevena v roce 2011, má 1,3krát větší hmotnost než Jupiter a oběhne okolo hvězdy jednou za 705 dnů.

### Objekty hlubokého vesmíru

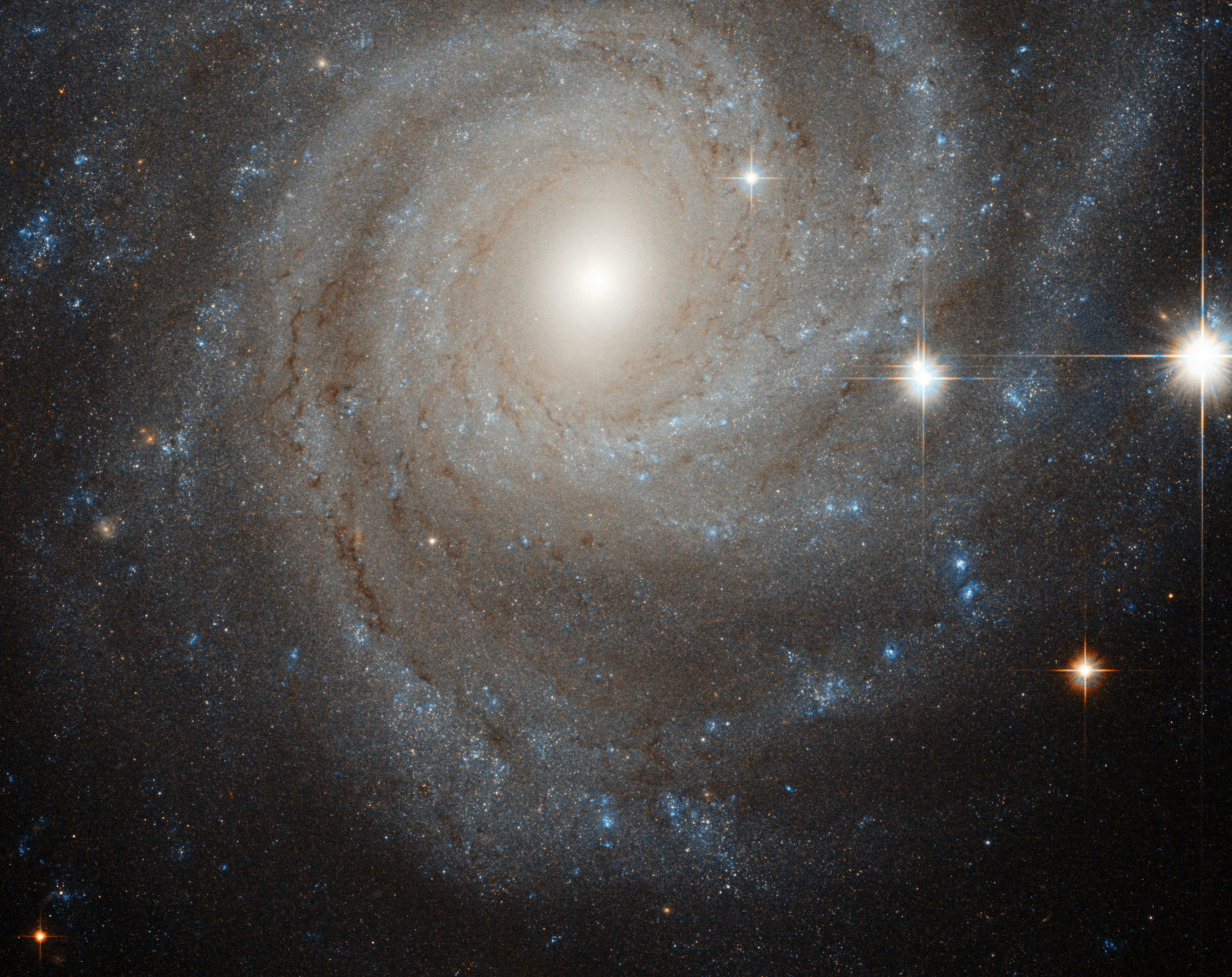
Spirální galaxie NGC 3344

V souhvězdí Malého lva se nachází mnoho objektů hlubokého vesmíru viditelných v amatérských dalekohledech. Galaxie NGC 3432 se nachází 3 stupně jihovýchodně od hvězdy 38 Leonis Minoris a je viditelná téměř z boku. Je hvězdné velikosti 11,7m a její rozměry jsou 6,8 krát 1,4 úhlových minut.
Nachází se ve vzdálenosti 42 miliónu světelných let od Země, a pohybuje se od Sluneční soustavy rychlostí 616 km za sekundu. V roce 2000 se v galaxii zjasnila hvězda na hvězdnou velikost 17,4 magnitudy, která do té doby byla svítivou modrou proměnnou hvězdou a vybuchla jako supernova impostor, při jejímž výbuchu nebyla zničena kmenová hvězda. NGC 3003 je spirální galaxie s příčkou typu SBbc se hvězdnou velikostí 12,3m a o úhlové velikosti 5,8 minut, která je vidět téměř z boku. Galaxie NGC 3344 se nachází ve vzdálenosti 25 miliónů světelných let, z pohledu od Země je viditelná téměř shora. Galaxie má rozměry 7,1 krát 6,5 úhlových minut a hvězdnou velikost 10,45m. NGC 3504 je spirální galaxie s příčkou, ve které se zvýšenou intenzitou vznikají hvězdy, hvězdné velikosti 11,67m a o rozměry 2,1 krát 2,7 úhlových minut. Byly v ní zaznamenány výbuchy supernovy v letech 1998 a 2001. Spirální galaxie NGC 3486 je viditelná z pohledu od Země z boku a má hvězdnou velikost 11,05m a její rozměry jsou 7,1 krát 5,2 úhlových minut. NGC 2859 je čočková galaxie typu SBo.
V souhvězdí se nachází minimálně dva páry vzájemně interagujících galaxií. Arp 107 je dvojice galaxií, u kterých probíhá slučování a galaxie se nachází přibližně 450 miliónů světelných let od Země. NGC 3395 a NGC 3396 jsou spirální galaxie a nepravidelná spirální galaxie s příčkou, které se vzájemně gravitačně ovlivňují. Galaxie se nachází 1,33 stupně jihozápadně od hvězdy 46 Leonis Minoris.
Vzácný objekt hlubokého vesmíru známý pod jménem Hanny's Voorwerp je oblak zářícího ionizovaného plynu s rozměry asi 36 tisíc krát 52 tisíc světelných let a uvnitř něj se nachází téměř kruhové okno o průměru 16 tisíc světelných let. Od Země je vzdálený 650 miliónů světelných let. Leží v blízkosti spirální galaxie IC 2497, v níž se nachází v současné době málo aktivní kvasar, jehož stokrát až desetitisícikrát větší zářivý výkon z doby nejpozději před 200 tisíci  lety způsobil dnešní záření oblaku. Oblak září zeleným světlem, jehož spektrum odpovídá emisnímu spektru třikrát ionizovaných atomů kyslíku. Hanny's Voorwerp byl objeven v roce 2007 nizozemskou učitelkou hudby a amatérskou astronomkou Hanny van Arkelovou v projektu Galaxy Zoo.

### Meteorické roje
Meteorický roj Leo Minoridy byl objeven Dickem McCloskeym a Annette Posenovou v programu Meteor Harvard v roce 1959. Nejvyšší intenzitu má v období od 18. do 29. října a jeho původcem je dlouhoperiodická kometa C/1739 K1 (Zanotti). Jedná se o meteorický roj menší intenzity, který je pozorovatelný pouze ze severní polokoule.